# Le Kremlin-Bicêtre (metrostation)
Le Kremlin-Bicêtre er en metrostation i kommunen Le Kremlin-Bicêtre i Paris og ligger på metrolinje 7's sydlige sidelinje mod Villejuif - Louis Aragon. Den blev åbnet 10. december 1982 og ligger tæt ved, hvor hovedvejen RN7 mellem Paris og Lyon begynder.
Stationen har fået navn efter Le Sergeant du Kremlin, et revyteater som blev grundlagt af en russisk immigrant omkring 1896, og Bicêtre som er en forfranskning af Winchester. Biskoppen af Winchester var en af områdets jordbesiddere.
Nær stationen ligger Bicêtres universitetshospital.

## Trafikforbindelser
- Bus:  RATP      .